# Carlos Neumann
Carlos Ariel Neumann (Valenzuela, Departamento de Cordillera, Paraguay, 3 de enero de 1986) es un futbolista paraguayo, que se desempeña como delantero centro

## Trayectoria
Jugó en varias etapas por el Guaraní donde compartió la delantera con Federico Santander, Jonathan Fabbro y Hernán Barcos, en Rubio Ñu también jugó con Derlis González.
A mediados del 2012 llega al Real Potosí donde anota 22 goles y comparte la delantera con su compatriota Sixto Santa Cruz. Al año siguiente vuelve a ser goleador esta vez con San José anotando 23 goles.
Fue uno de los goleadores también en The Strongest anotando 14 goles y compartiendo equipo con su compatriota Ernesto Cristaldo.
El 2016 ficha por Real Garcilaso y en el 2017 sale subcampeón del campeonato peruano.
El 2018 ficha por Club Sport Huancayo. Sale subcampeón del Torneo de Verano y termina el año siendo el segundo goleador del año con 27 goles. Renueva por todo el 2019 para afrontar la Liga 1 y la Copa Sudamericana.
El 3 de noviembre de 2020 anotó el 2-1 ante Liverpool Fútbol Club, que clasificaba a Sport Huancayo a  los Octavos de la Copa Sudamericana  2020. Además, anotó uno de los 2 goles en la victoria por 2 a 0 de Huancayo hacia Alianza Lima, que mandó al descenso de manera histórica al equipo blanquiazul.
El 10 de diciembre de 2020, ficha por Alianza Universidad con miras a la Liga 1 2021.

## Clubes
| Club                 | País       | Año         |
| -------------------- | ---------- | ----------- |
| Guaraní              | Paraguay   | 2005 - 2006 |
| 3 de Febrero         | Paraguay   | 2007        |
| Guaraní              | Paraguay   | 2008 - 2009 |
| 3 de Febrero         | Paraguay   | 2009        |
| Rubio Ñu             | Paraguay   | 2010        |
| Sport Colombia       | Paraguay   | 2010        |
| Atlante UTN          | México     | 2011        |
| General Caballero SC | Paraguay   | 2011        |
| CD Santaní           | Paraguay   | 2012        |
| Real Potosí          | Bolivia    | 2012 - 2013 |
| San José             | Bolivia    | 2013 - 2014 |
| Wilstermann          | Bolivia    | 2014 - 2015 |
| The Strongest        | Bolivia    | 2015 - 2016 |
| Real Garcilaso       | Perú       | 2016 - 2017 |
| Sport Huancayo       | Perú       | 2018 - 2020 |
| Alianza Universidad  | Perú       | 2021        |
| River Plate          | Paraguay   | 2022 -      |
| Teniente Turo        | 🇵🇾Paraguay | 2024        |
| Deportivo Pinozá     | 🇵🇾Paraguay | 2025        |

### Hat-tricks en su carrera
| 1 | 26 de agosto de 2012 | Estadio Víctor Agustín Ugarte, Potosí    | Real Potosí - San José               |  | 4 - 1 | Torneo Apertura 2012  |
| 2 | 18 de mayo de 2014   | Estadio Jesús Bermúdez, Oruro            | San José - The Strongest             |  | 7 - 2 | Torneo Clausura 2014  |
| 3 | 21 de abril de 2018  | Estadio Inca Garcilaso de la Vega, Cusco | Real Garcilaso - Sport Huancayo      |  | 0 - 3 | Torneo de Verano 2018 |
| 4 | 24 de agosto de 2019 | Estadio Huancayo, Huancayo               | Sport Huancayo - Deportivo Municipal |  | 4 - 2 | Torneo Clausura 2019  |

## Distinciones individuales
| Distinción                                                                                    | Año  |
| --------------------------------------------------------------------------------------------- | ---- |
| Goleador de la Liga del Fútbol Profesional Boliviano                                          | 2014 |
| Preseleccionado como delantero en el mejor once del Campeonato Descentralizado según la SAFAP | 2018 |
| Goleador de la Copa Bicentenario                                                              | 2019 |
| Goleador histórico del Sport Huancayo                                                         | 2020 |